# Полфранка (Франция)
Полфранка (фр. Demi franc) — номинал французских денежных знаков, выпускавшийся в 1802—1845 и 1964—2001 годах в виде монет.

## Общегосударственные монеты
Чеканка серебряных монет в полфранка начата в 1802 году (11 году республиканского календаря), в период консульства Наполеона. Рисунок монеты выполнил Пьер-Жозеф Тиолье. Год чеканки обозначен годом республиканского календаря, на аверсе с портретом Наполеона надпись — «Бонапарт первый консул».
После провозглашения Наполеона императором надпись на аверсе была изменена на «Наполеон император». На реверсе год чеканки продолжал обозначаться годом республиканского календаря, осталась и надпись «Французская Республика». С 1806 года применение республиканского календаря для обозначения года чеканки прекращено. В 1807 году был видоизменён аверс монет, увеличен портрет Наполеона, на который в том же году был добавлен лавровый венок. В 1809 году надпись на реверсе была заменена на «Французская Империя», чеканка монет этого типа продолжалась до 1814 года.
В 1816 году, при Людовике XVIII, тип монет изменился. Рисунок новой монеты выполнил Огюст-Франсуа Мишо. Номинал стал обозначаться не словами, как при Наполеоне (Demi franc), а цифрами (1⁄2 franc). При Карле X чеканка монет этого типа была продолжена, изменился только аверс (портрет короля и легенда).
В 1831 году начата чеканка монет короля Луи-Филиппа. Рисунок новых монет выполнил Жозеф-Франсуа Домар. В 1845 году чеканка монет в полфранка была прекращена, в том же году была начата чеканка монет в 50 сантимов.
В январе 1960 года была проведена денежная реформа, введён «новый франк», равный 100 старым. Первоначально, в 1962—1964 годах, выпускалась монета в 50 сантимов типа «Марианна». В 1964 и 1965 годах были отчеканены пробные монеты в полфранка, а в 1965 году полфранка вновь были выпущены в обращение. Для новой монеты был выбран тип «Сеятельница», выполненный по рисунку Оскара Роти и использовавшийся ранее на французских монетах с 1897 по 1920 годы. Монета в полфранка типа «Сеятельница» чеканилась до 2001 года.
| Изображение              | Изображение              | Диаметр, мм              | Толщина, мм              | Масса, г                 | Металл                   | Гурт                     | Годы чеканки             | Примечания |
| Наполеон (первый консул) | Наполеон (первый консул) | Наполеон (первый консул) | Наполеон (первый консул) | Наполеон (первый консул) | Наполеон (первый консул) | Наполеон (первый консул) | Наполеон (первый консул) | Наполеон (первый консул) |
| ------------------------ | ------------------------ | ------------------------ | ------------------------ | ------------------------ | ------------------------ | ------------------------ | ------------------------ | --- |
|                          |                          | 18                       |                          | 2,25                     | Серебро 900              |                          | XI, 12                   | Монетные дворы — Париж (A), Страсбург (BB), Лион (D), Женева (G), Ла-Рошель (H), Лимож (I), Бордо (K), Байонна (L), Тулуза (M), Марсель (MA), Перпиньян (Q), Нант (T), Турин (U). Тираж — 1 073 762                                                                |
| Наполеон I (император)   |                          |                          |                          |                          |                          |                          |                          | |
|                          |                          | 18                       |                          | 2,25                     | Серебро 900              |                          | 12—14                    | «Французская Республика». Монетные дворы — Париж (A), Страсбург (BB), Лион (D), Пуатье (G), Ла-Рошель (H), Лимож (I), Бордо (K), Байонна (L), Тулуза (M), Марсель (MA), Перпиньян (Q), Нант (T), Турин (U). Тираж — 1 204 390                                      |
|                          |                          | 18                       |                          | 2,25                     | Серебро 900              |                          | 1806—1807                | «Французская Республика». Монетные дворы — Париж (A), Лимож (I), Бордо (K), Байонна (L), Перпиньян (Q), Турин (U). Тираж — 265 917 |
|                          |                          | 18                       |                          | 2,25                     | Серебро 900              |                          | 1807                     | «Французская Республика», увеличен портрет. Монетный двор — Париж (A). Тираж — 58 458 |
|                          |                          | 18                       |                          | 2,25                     | Серебро 900              |                          | 1807, 1808               | «Французская Республика», портрет с лавровым венком. Монетные дворы — Париж (A), Руан (B), Страсбург (BB), Лион (D), Ла-Рошель (H), Лимож (I), Бордо (K), Байонна (L), Тулуза (M), Марсель (MA), Перпиньян (Q), Нант (T), Турин (U), Лилль (W). Тираж — 12 218 113 |
|                          |                          | 18                       |                          | 2,25                     | Серебро 900              |                          | 1809—1814                | «Французская Империя». Монетные дворы — Париж (A), Руан (B), Страсбург (BB), Генуя (CL), Лион (D), Ла-Рошель (H), Лимож (I), Байонна (L), Тулуза (M), Марсель (MA), Перпиньян (Q), Бордо (K), Нант (T), Турин (U), Лилль (W), Утрехт (флаг). Тираж — 12 599 191    |
| Людовик XVIII            |                          |                          |                          |                          |                          |                          |                          | |
|                          |                          | 18                       |                          | 2,5                      | Серебро 900              | гладкий                  | 1816—1824                | Монетные дворы — Париж (A), Руан (B), Лимож (I), Бордо (K), Ла-Рошель (H), Лион (D), Байонна (L), Тулуза (M), Нант (T), Перпиньян (Q), Лилль (W). Тираж — 3 699 481                                                                                                |
| Карл X                   |                          |                          |                          |                          |                          |                          |                          | |
|                          |                          | 18                       |                          | 2,5                      | Серебро 900              | гладкий                  | 1825—1830                | Монетные дворы — Париж (A), Руан (B), Страсбург (BB)), Лион (D), Лимож (I), Ла-Рошель (H), Бордо (K), Байонна (L), Тулуза (M), Марсель (MA), Перпиньян (Q), Нант (T), Лилль (W). Тираж — 4 143 509                                                                 |
| Луи-Филипп I             |                          |                          |                          |                          |                          |                          |                          | |
|                          |                          | 18                       | 0,5                      | 2,5                      | Серебро 900              | ребристый                | 1831—1845                | Монетные дворы — Париж (A), Руан (B), Страсбург (BB), Лион (D), Ла-Рошель (H), Лимож (I), Бордо (K), Байонна (L), Тулуза (M), Марсель (MA), Перпиньян (Q), Лилль (W). Тираж — 16 482 648                                                                           |
| Пятая республика         |                          |                          |                          |                          |                          |                          |                          | |
|                          |                          | 19,5                     | 1,5                      | 4,5                      | Никель                   | ребристый                | 1964—2001                | Тип «Сеятельница». Тираж — 1 693 092 548 |

## Денежные суррогаты
Номинал в полфранка не характерен для денежных суррогатов, которые в основном выпускались с указанием номинала в сантимах (50 сантимов). Редким исключением являются бумажные денежные знаки, номинал которых указан во франках (0.50 fr), например: 
- выпущенные в 1917 году денежные знаки правительства Французской Западной Африки и Французского Судана[7];
- выпущенные в 1923 году боны франко-бельгийской администрации железных дорог оккупированной зоны[8];
- выпущенные в 1944 году денежные знаки правительства Французской Западной Африки[9].